# Moja (album)
Moja je 13. album Ansambla Modrijani, ki je izšel leta 2014 pri založbi VOX.

## Seznam pesmi
| Št. | Naslov                                                        | Pisec                                                    | Dolžina |
| --- | ------------------------------------------------------------- | -------------------------------------------------------- | ------- |
| 1.  | „Moja‟                                                        | Matjaž Vlašič/Blaž Švab/Matjaž Vlašič                    | 2:54    |
| 2.  | „En poljub‟ (gostujeta Jan Plestenjak in Zdenko Cotič - Coto) | Zdenko Cotič/Jan Plestenjak/Zdenko Cotič, Jan Plestenjak | 4:02    |
| 3.  | „Kiss me‟                                                     | Rok Švab/Jože Galič/Rok Švab                             | 2:29    |
| 4.  | „Povej‟                                                       | Peter Oset/Peter Oset/Peter Oset                         | 2:26    |
| 5.  | „Lažem ti, ljubica‟                                           | Matjaž Vlašič/Urša Vlašič/Matjaž Vlašič                  | 4:02    |
| 6.  | „Kje ste nori veseljaki‟                                      | Rok Švab/Janez Hvale/Rok Švab                            | 2:34    |
| 7.  | „Prijatelj, ne kloni nikdar‟ (gostuje Ansambel Toneta Rusa)   | Tine Lesjak/Franci Smrekar, Blaž Švab/Tine Lesjak        | 3:28    |
| 8.  | „Pobožal bi te‟                                               | Rok Švab/Vera Šolinc/Rok Švab                            | 2:37    |
| 9.  | „Zadnjič nocoj‟                                               | Rok Švab/Jože Galič/Rok Švab                             | 2:34    |
| 10. | „Jadram‟                                                      | Bo Feierskov/Jože Galič/Franjo Oset                      | 2:44    |
| 11. | „Moja‟ (videospot)                                            | Matjaž Vlašič/Blaž Švab/Matjaž Vlašič                    | 2:54    |
| 12. | „Povej‟ (videospot)                                           | Peter Oset/Peter Oset/Peter Oset                         | 2:26    |

## O pesmih
- Moja - Skladba se je po podatkih SAZAS-a na lestvici top 50 največkrat predvajanih narodnozabavnih skladb na komercialnem radiu za leto 2014 uvrstila na 38. mesto. Na nacionalnem radiu se je istega leta uvrstila na 24.-29. mesto.[1][2] Pesem se nahaja tudi na kompilacijskem albumu Modrijanova rož'ca iz leta 2016.[3]
- En poljub - Do sodelovanja je prišlo na pobudo Jana Plestenjaka, ki je za skladbo v pol ure brez popravkov ustvaril besedilo, delno pa tudi aranžma. Za to čutno balado so posneli tudi videospot. Na izid je skladba čakala kar leto in pol. Ob predstavitvi je požela velik uspeh, mnogi so pisali, da gre za eno najlepših skladb leta 2014.[4] Pesem se nahaja tudi na kompilacijskem albumu Modrijanova rož'ca iz leta 2016.[3]
- Kiss me - Skladba se je po podatkih SAZAS-a na lestvici top 50 največkrat predvajanih narodnozabavnih skladb na komercialnem radiu za leto 2014 uvrstila na 50. mesto.[1] Pesem se nahaja tudi na kompilacijskem albumu Modrijanova rož'ca iz leta 2016.[3]
- Povej - Pesem se nahaja tudi na kompilacijskem albumu Modrijanova rož'ca iz leta 2016.[3]
- Lažem ti, ljubica - Pesem se nahaja tudi na kompilacijskem albumu Modrijanova rož'ca iz leta 2016.[3]
- Prijatelj, ne kloni nikdar - Skladbo so posneli skupaj s prijatelji, Ansamblom Toneta Rusa. Prvič so jo javno izvedli na Noči Modrijanov leta 2012.[5]
- Pobožal bi te - Pesem se nahaja tudi na kompilacijskem albumu Modrijanova rož'ca iz leta 2016.[3]
- Zadnjič nocoj - Skladba je bila prvič izvedena na Noči Modrijanov leta 2013. Posvečena je očetu harmonikarja Modrijanov Roka Švaba, ki je sinu približno 20 let predtem kupil harmoniko in ga navdušil za domačo glasbo.[6]
- Jadram - Skladba je priredba pesmi Flying, ki jo izvaja skupina Nice little penguins. Priredbo so prvič javno predstavili na Noči Modrijanov leta 2012.[7]